# Unterseeboot 253
Le Unterseeboot 253 (ou U-253) est un sous-marin allemand (U-Boot) de type VII.C utilisé par la Kriegsmarine (marine de guerre allemande) pendant la Seconde Guerre mondiale.

## Historique
Mis en service le 21 octobre 1941, l'Unterseeboot 253 reçoit sa formation de base à Danzig en Pologne au sein de la 8. Unterseebootsflottille jusqu'au 31 août 1942, puis l'U-253 intègre sa formation de combat, toujours à Dantzig, avec la 6. Unterseebootsflottille.
Il réalise sa première patrouille, du port de Kiel le 12 septembre 1942 sous les ordres du Kapitänleutnant Adolf Friedrichs. Après quatorze jours de mer, l'U-253 est coulé le 25 septembre 1942 dans l'Atlantique Nord au nord-ouest de l'Islande à la position géographique approximative de 67° 00′ N, 23° 00′ O par une mine britannique. 
Les 45 membres d'équipage meurent dans ce naufrage.

## Affectations successives
- 6. Unterseebootsflottille à Danzig du 21 octobre 1941 au 31 août 1942 (entrainement)
- 8. Unterseebootsflottille à Saint-Nazaire du 1er septembre au 25 septembre 1942 (service actif)

## Commandement
- Kapitänleutnant Adolf Friedrichs du 21 octobre 1941 au 25 septembre 1942

## Patrouilles
|       | Commandant              | Départ            | Départ | Arrivée           | Arrivée | Jours    | Succès |
| ----- | ----------------------- | ----------------- | ------ | ----------------- | ------- | -------- | ------ |
| 1     | Kptlt. Adolf Friedrichs | 12 septembre 1942 | Kiel   | 25 septembre 1942 | Coulé   | 14 jours |        |
| Total | Total                   | Total             | Total  | Total             | Total   | 14 jours | 0 t    |

Note : Kptlt. = Kapitänleutnant

## Navires coulés
L'Unterseeboot 253 n'a, ni coulé, ni endommagé de navire ennemi au cours de l'unique patrouille (14 jours en mer) qu'il effectua.

### Source et bibliographie
- (en) Cet article est partiellement ou en totalité issu de l’article de Wikipédia en anglais intitulé « German submarine U-253 » (voir la liste des auteurs).
- Chris Bishop, historien militaire (trad. de l'anglais par Christian Muguet), Les sous-marins de la Kriegsmarine : 1939-1945 : le guide d'identification des sous-marins [« The spellmount submarine identification guide : Kriegsmarine U-boats 1939-1945 »], Paris, Éd. de Lodi, 2008, 192 p. (ISBN 978-2-84690-327-1, OCLC 470721805, BNF 41298980)